# Más (canción de La Oreja de Van Gogh)
"Más" es la cuarta pista del quinto álbum de estudio de La Oreja de Van Gogh, A las cinco en el Astoria.
La canción se dio a conocer como el quinto sencillo de álbum, sólo de manera promocional, para la radio en Puerto Rico.
- Datos: Q6035447